# غريغور بدروس العشرون
غريغور بدروس العشرين هو بطريرك قيليقية للأرمن الكاثوليك، بعد انتخابه بتاريخ 24 تموز 2015 واعتراف الكرسي الرسولي به بعد يوم واحد من انتخابه.

## سيرته
ولد غريغور غابرويان في مدينة حلب في عام 1934. درس اللاهوت في دير بزمار البطريركي، وتابع في جامعة الأخوة الماريستيين في جونيه. أُرسل إلى إيطاليا ليتابع دراساته العليا في الجامعة الغريغورية الحبرية، بعد تخرجه بنجاح عاد إلى لبنان ورسم كاهناً بتاريخ 28 آذار 1959.
عمل غابرويان مرشداً في مدرسة دير بزمار في عام 1960، ومن عام 1962 حتى عام 1969 شغل منصب مدير مدرسة مسروبيان الثانوية الأرمنية الكاثوليكية في برج حمود، وكان سكرتير المجلس التنفيذي لدير بزمار.
في عام 1976 عُيين إكسرخوساً للكنيسة الكاثوليكية الأرمنية في فرنسا ثم مطراناً للأرمن الكاثوليك في فرنسا عام 1977 على يد البطريرك هيماياغ بدروس السابع عشر.
عند وفاة البطريرك نرسيس بدروس التاسع عشر في 25 حزيران 2015 اجتمع السينودس الارمني الكاثوليكي، وتم انتخاب غابرويان بطريركًا بتاريخ 24 تموز 2015 تحت اسم غريغور بيدروس العشرين وتم تتويجه رسمياً بتاريخ 9 آب 2015 في دير بزمار في لبنان.